# SloCartoon
SloCartoon je bila internetna stran, namenjena ljubiteljem risanih filmov, serij, stripov, itd.

## Zgodovina
SloCartoon je bil ustanovljen z namenom obveščanja, kaj se dogaja na animacijski sceni. Sprva je s svojo majhnostjo dodal nov, svež veter v vode slovenskih spletnih strani, kasneje so se stráni pridružili še ostali, ki so poskrbeli, da ima Slovenija prvo internetno zbirko risank, ki se lahko kosa z ostalimi večjimi ameriškimi zbirkami. Trenutno je v SloCartoonovi zbirki okoli 30.000 risank z vsemi najbolj pomembnimi podatki in kratkimi vsebinami, ki so napisani v slovenskem in angleškem jeziku.

## Baza risank
Osrednji pogon strani je baza risank, ki se iz dneva v dan širi. Risanke so razdeljene glede na dolžino (celovečerni animirani film, serje in kratkometražne risanke), za vsako risanko pa se potrudimo poiskati vizuelno podobo - sliko oz. zajemek, ki bi poleg vseh podatkov skušal gledalcu risanko čimbolje celostno predstaviti. Poleg osnovne slike risanke so na razpolago tudi galerije slik, plakati in videoposnetki. Trenutno ima SloCartoon v lastni bazi okoli 30.000 risank, 90.000 zajemkov in 5.500 plakatov.